# کنن دو بتون
کنن دو بتون (به فرانسوی: Conon de Béthune) شاعر قرن دوازدهم میلادی اهل فرانسه است.